# 도음산
도음산(禱蔭山)은 대한민국 경상북도 포항시 북구 흥해읍과 신광면에 걸쳐 있는 산이다. 중턱에는 신라 선덕여왕 때 창건된 사찰인 천곡사가 자리 잡고 있다.

## 방송 송신 시설
| FM라디오 |                  |          |       |                                                    |
| 채널     | 방송국명         | 호출부호 | 출력  | 가시청권                                           |
| 90.3㎒   | febc포항극동방송 | HLDZ-FM  | 3㎾   | 포항시 일원, 경주시 일부, 영천시 일부 ,영덕군 일부 |
| 91.5㎒   | CBS포항 라디오   | HLCB-FM  | 3㎾   | 포항시 일원, 경주시 일부, 영천시 일부 ,영덕군 일부 |
| 97.9㎒   | 포항MBC FM4U     | HLAV-FM  | 3㎾   | 포항시 일원, 경주시 일부, 영천시 일부 ,영덕군 일부 |
| 100.7㎒  | 포항MBC 라디오   | HLAV-SFM | 3㎾   | 포항시 일원, 경주시 일부, 영천시 일부 ,영덕군 일부 |
| 105.5㎒  | BBS대구불교방송  | HLDI-FM  | 0.5㎾ | 포항시 일원, 경주시 일부, 영천시 일부 ,영덕군 일부 |
| 107.9㎒  | 국악방송         | HLQA-FM  | 1㎾   | 포항시 일원, 경주시 일부, 영천시 일부 ,영덕군 일부 |

## 같이 보기
- 천곡사